# عبد العزيز بن عبد المحسن آل الشيخ
عبد العزيز بن عبد المحسن آل الشيخ، من الرواد التربويين في المملكة العربية السعودية.

## نشأته
ولد سنة 1346هـ، وقد تعلم على يد الشيخ محمد بن إبراهيم آل الشيخ، ثم التحق بمدرسة دار التوحيد بعد عام من افتتاحها، ثم التحق بكلية الشريعة بمكة المكرمة، وتخرج منها سنة 1375هـ، ثم عُين مديراً للتعليم بالطائف حيث صدر القرار الوزاري رقم 152 في 8 /2/ 1376هـ-1956م بذلك، وقد أشرف على إدارة التعليم بها، ثم انتقل مديراً للتعليم في بلجرشي، ثم إلى أبها، ثم بيشة، ثم في عام 1398هـ انتقل كمدير لفرع وزارة الحج والأوقاف في بيشة، وقد أمضى في سلك التعليم ثلاثة وعشرين سنة، ويرى الأستاذ عبد العزيز أن الحد الفاصل بين النظام القديم والنظام الحديث للتعليم في المملكة هو عام 1374هـ/1954م.

## مؤلفاته
- تاريخ وجغرافية جبال السروات.[3]